# Guerra bizantino-búlgara de 913–927
A Guerra bizantino-búlgara de 913–927 (em búlgaro: Българо–византийска война от 913–927) foi travada entre o Império Bizantino e o Império Búlgaro por mais de uma década. Embora a guerra foi provocada pela decisão do imperador Alexandre (r. 912–913) de descontinuar a pagar o tributo anual à Bulgária, a iniciativa militar e ideológica que mantida pelo cã Simeão I, que exigia ser reconhecido como czar e deixou claro que almejava conquistar não apenas Constantinopla, mas o resto do Império Bizantino.
Em 917, o exército búlgaro conseguiu uma vitória esmagadora sobre os bizantinos na Batalha de Anquíalo, o que deixou a Bulgária com a total supremacia militar nos Bálcãs. Os búlgaros novamente derrotaram os bizantinos em Catasirtas em 917, Pegas em 921 e Constantinopla em 922. Os búlgaros também capturaram a importante cidade de Adrianópolis na Trácia e capturaram a capital do Tema da Hélade, Tebas, fundo no sul da Grécia. Após o desastre de Anquíalo, emissários bizantinos incitaram o Principado da Sérvia a atacar a Bulgária no Ocidente, mas o assalto foi facilmente contido. Em 924, os sérvios emboscaram e mataram uma pequena força búlgara que marchava contra a Sérvia, provocando uma grande campanha retaliatória que terminou com a anexação da Sérvia na Bulgária no fim daquele ano.
Simeão estava ciente de que precisava de apoio naval para conquistar Constantinopla e em 922, enviou emissários ao califa Abedalá Almadi Bilá em Mádia para negociar a ajuda da poderosa marinha árabe. O califa concordou  ao enviar seus próprios emissários à Bulgária para organizar uma aliança, mas seus emissários foram capturados no caminho pelos bizantinos próximo da costa da Calábria. Romano I (r. 920–944), conseguiu evitar que uma aliança búlgaro-árabe ao dar generosos presentes aos árabes. Pelo tempo de sua morte em maio de 927, Simeão controlava quase todos os domínios bizantinos nos Bálcãs, mas Constantinopla permaneceu fora de seu alcance.
Em 927, ambos os países estavam exaustos pelo grande esforço militar que teve muito peso sobre a população e economia. O sucessor de Simeão, Pedro I, negociou um tratado de paz favorável. Os bizantinos concordaram em reconhecê-lo como imperador da Bulgária e a Igreja Ortodoxa Búlgara como um patriarcado autocéfalo, bem como pagar um tributo anual. A paz foi reforçada com um casamento entre Pedro e a neta de Roma, Irene Lecapena. Esse acordo inaugurou um período de 40 anos de relações pacíficas entre os dois poderes, um tempo de estabilidade e prosperidade tanto ao Império Búlgaro como ao Império Bizantino.

## Prelúdio

### Contexto político
Nos primeiros anos após sua ascensão ao trono em 893, Simeão defendeu os interesses comerciais da Bulgária, adquiriu território entre o mar Negro e os montes Istranca, e impôs um tributo anual ao Império Bizantino como resultado da guerra bizantino-búlgara de 894–896. O rescaldo da guerra confirmou o domínio búlgaro nos Bálcãs, mas Simeão sabia que precisava consolidar sua base política, cultura e ideológica para conseguir seu objetivo final de reclamar o título imperial e posteriormente assumir o trono em Constantinopla. Ele implementou um programa de construção ambicioso na nova capital da Bulgária, Preslava, de modo que a cidade poderia rivalizar em esplendor com a capital bizantina. Simeão continuou a política de seu pai Bóris I (r. 852–889) de estabelecer e disseminar a cultura búlgara, transformando o país num centro literário e espiritual da Europa eslava. Preslava e as escolas literárias, fundadas sob Bóris, alcançaram seu apogeu durante o reinado de seu sucessor. Foi nesse momento que o alfabeto cirílico foi inventado, muito provavelmente pelo estudioso búlgaro Clemente de Ocrida.
A devastação magiar das regiões nordeste do país durante a guerra de 894–896 impôs a vulnerabilidade das fronteiras da Bulgária à intervenção estrangeira sob a influência da diplomacia bizantina. Tão logo a paz com o Império Bizantino foi assinada, Simeão procurou assegurar as posições da Bulgária nos Bálcãs Ocidentais. Depois da morte do príncipe sérvio Mutímero (r. 850–891), vários membros da dinastia lutaram pelo trono do Principado da Sérvia até Pedro estabelecer-se como príncipe em 892. Em 897, Simeão concordou em reconhecê-lo e colocá-lo sob sua proteção, resultando num período de paz e estabilidade de 20 anos no Ocidente. Contudo, Pedro estava descontente com sua posição subordinada e procurou meios de conseguir a independência.

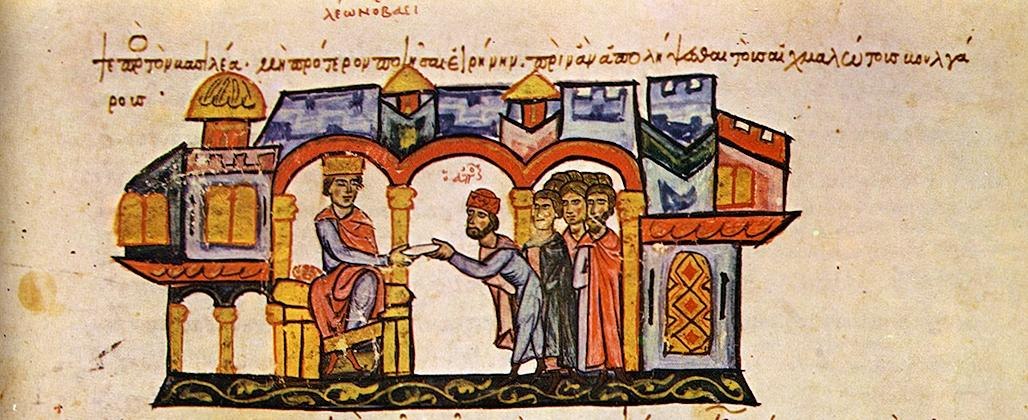
Leão VI recebeu uma delegação búlgara. Iluminura do Escilitzes de Madri

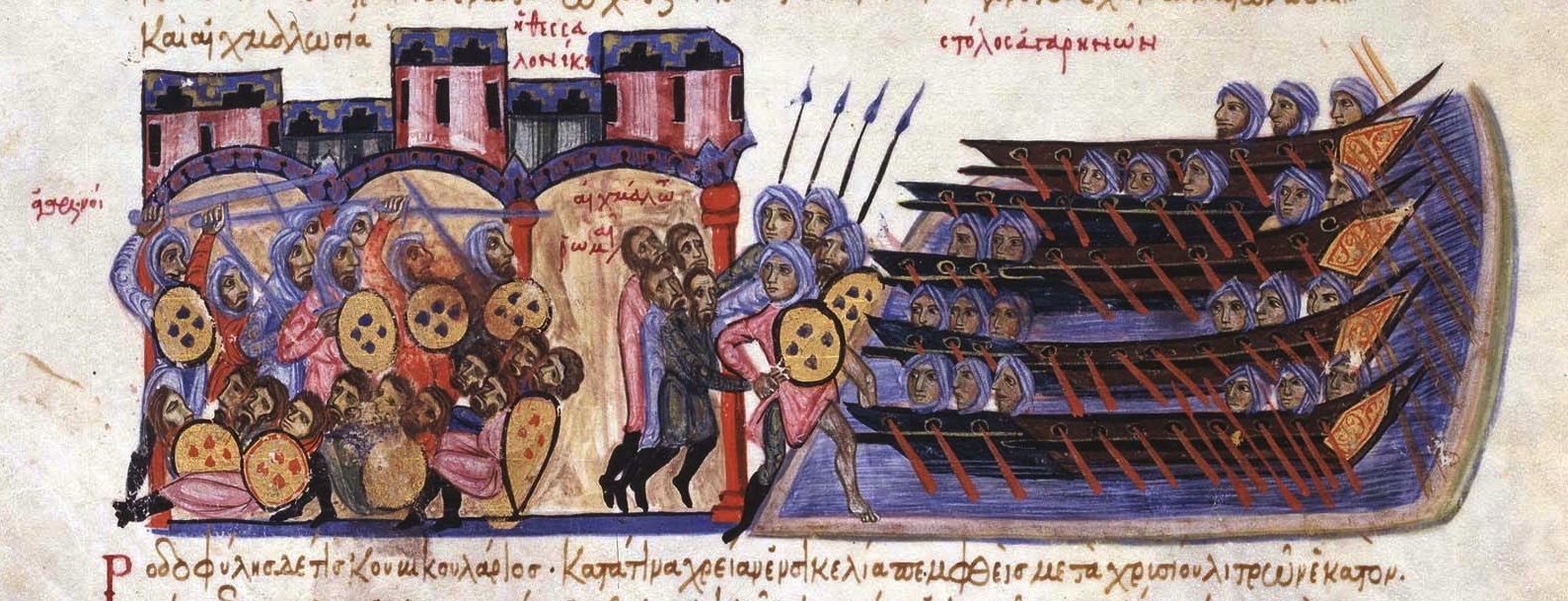
Saque de Salonica pelos árabes. Iluminura do Escilitzes de Madri

A situação internado Império Bizantino no começo do século X foi vista por Simeão como um sinal de fraqueza. Houve uma tentativa de assassinar o imperador Leão VI, o Sábio (r. 886–912) em 903 e uma rebelião do comandante do exército oriental Andrônico Ducas em 905. A situação deteriorou-se ainda mais com o imperador entrando numa disputa com o patriarca Nicolau Místico devido a seu quarto casamento com Zoé Carbonopsina. Em 907, Leão depôs o patriarca.

### Crise de 904
No começo do século X, os árabes concluíram a conquista da Sicília e desde 902 começou a atacar os navios e cidades do mar Egeu. Em 904, saquearam a segundo maior cidade imperial, Salonica, levando 22 000 cativos e deixando-a virtualmente vazia. Simeão decidiu explorar a oportunidade, e seu exército apareceu nas proximidades da deserta cidade. Ao assegurá-la e assentá-la, os búlgaros ganharam um importante porto no mar Egeu e cimentaram seu controle sobre os Bálcãs Ocidentais, criando ameaça permanente para Constantinopla. Ciente do perigo, os bizantinos enviaram o experiente diplomara Leão Querosfactes para negociar uma solução. O curso das negociações é incerto – numa carta sobrevivente a Leão VI, Querosfactes afirma que "convenceu' os búlgaros a não tomar a cidade, mas não cita mais detalhes. Contudo, uma inscrição encontrada próximo da vila de Nova Filadélfia testifica que desde 904, a fronteira entre os dois países corria apenas 12 quilômetros ao norte de Salonica.[a] Como resultado das negociações, a Bulgária ficou com seus ganhos imperiais adquiridos na Macedônia durante o reinado de Presiano I (r. 836–852) e expandiu seu território mais ao sul, tomando posse de boa parte da região. A seção ocidental da fronteira bizantino-búlgara corria do monte Falacro através da cidade de Serres, que fica no lado bizantino, então virou-se para sudoeste em Nova Filadélfia, cruzou o rio Vardar na moderna vila de Axiócoros, correu através do monte Paico, passou a leste de Edessa através dos montes Vérmio e Áscio, cruzou o rio Haliácmo ao sul da cidade de Costur, que ficava na Bulgária, correu através dos montes Gramo, então seguiu o rio Aoo até sua confluência com o rio Drino, e finalmente virou-se para oeste, alcançando o mar Adriático na cidade de Himara.

## Começo da guerra e coroação de Simeão

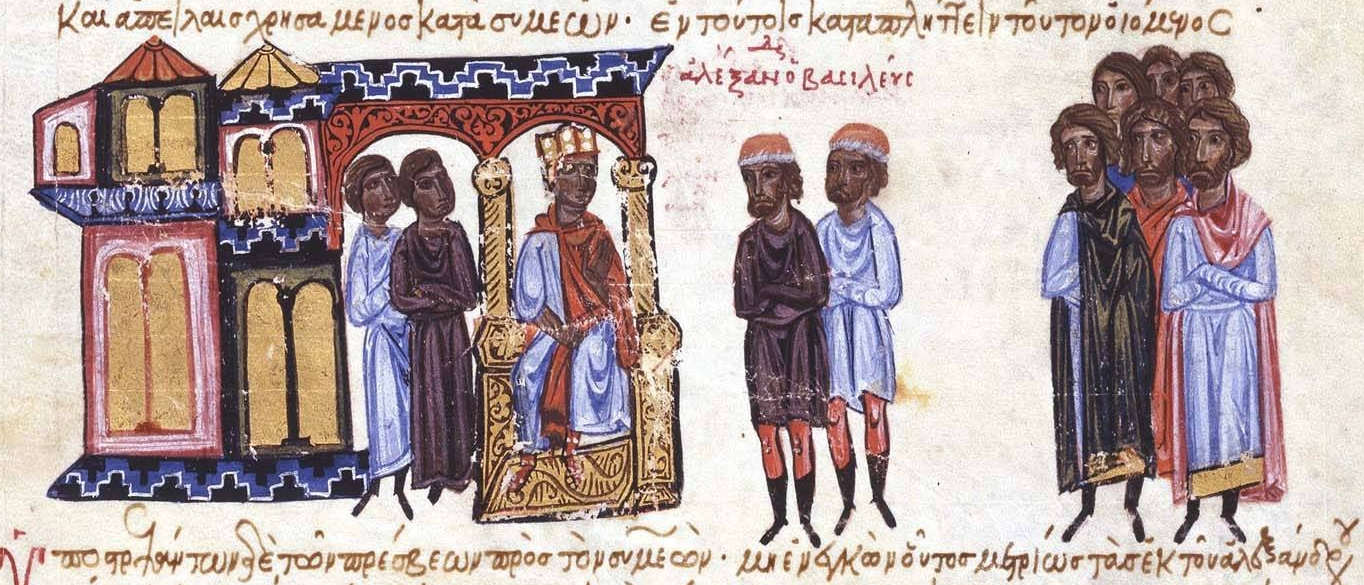
Alexandre recebe os emissários búlgaros. Iluminura do Escilitzes de Madri

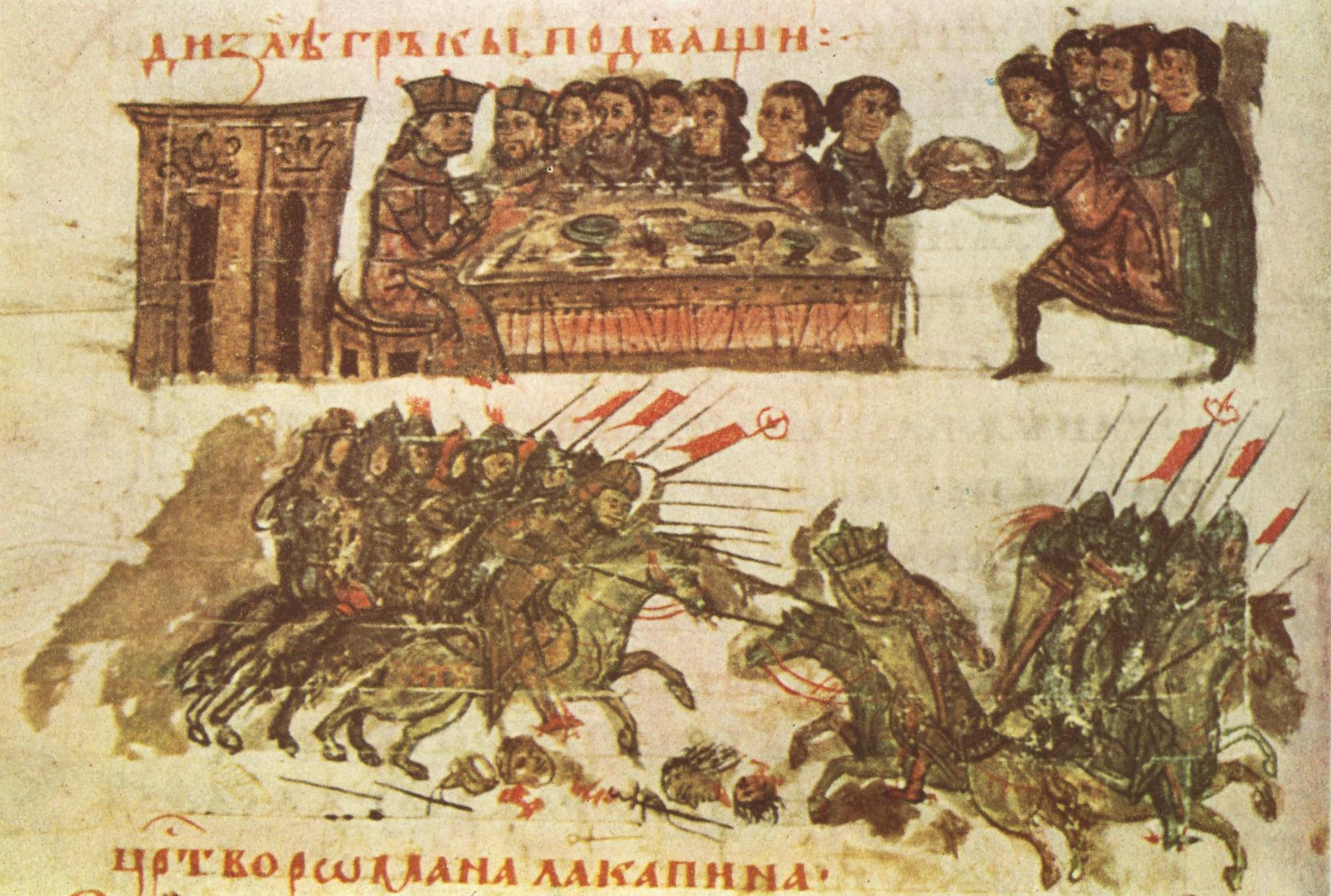
Acima: festa em Constantinopla em honra de Simeão; abaixo: ataque búlgaro aos bizantinos; Crônica de Manasses

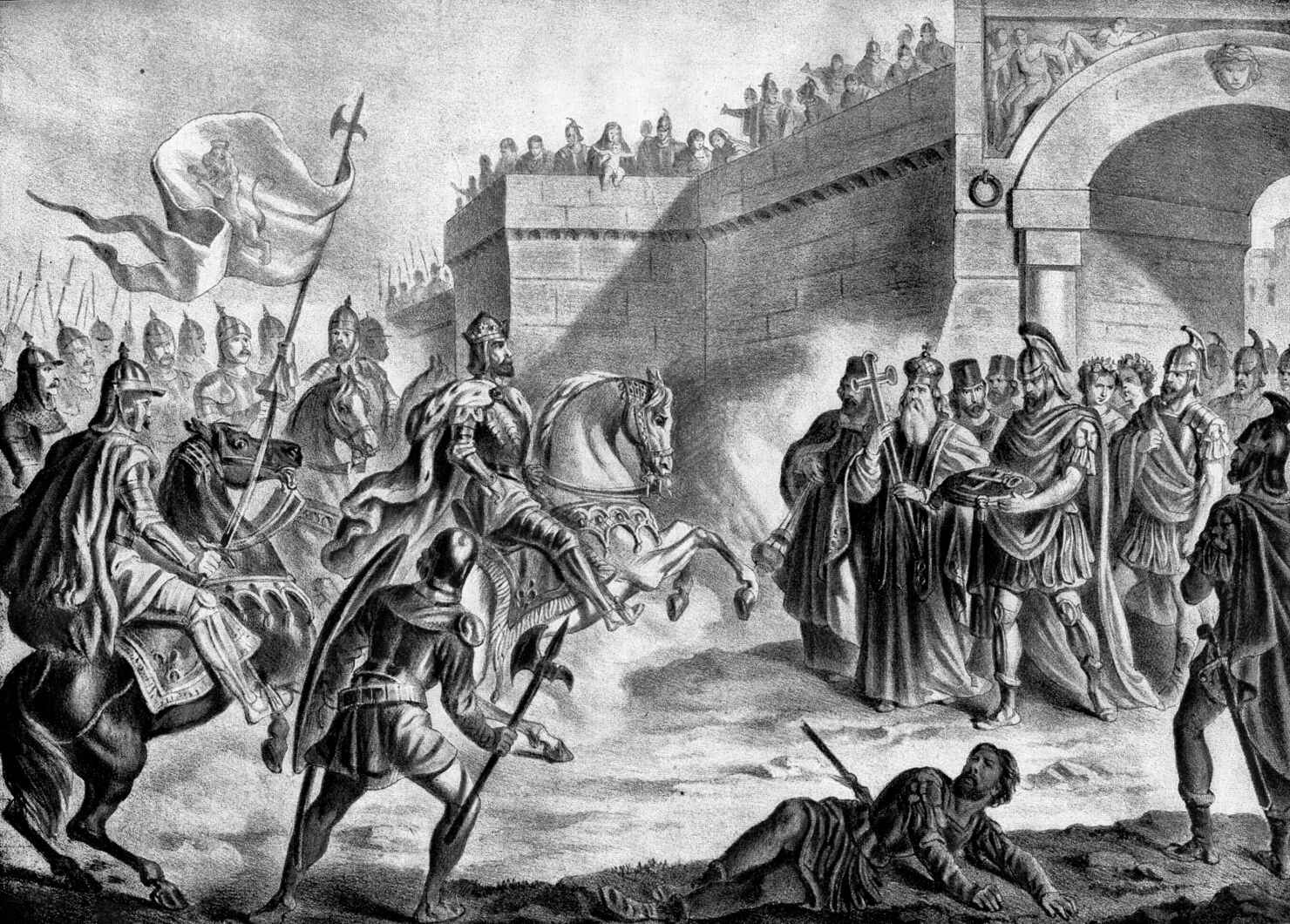
Simeão diante a capital bizantina

Em 912, Leão VI morreu e foi sucedido por seu irmão Alexandre (r. 912–913), que começou a reverter muitas das políticas de Leão e reinstalou Nicolau Místico como patriarca. Como o protocolo diplomático prescrevia, Simeão enviou emissários para confirmar a paz no final de 912 ou começo de 913. Segundo o cronista bizantino Teófanes Continuado, Simeão informou-o que "honraria a paz de fosse tratado com educação e respeito, como foi sob o imperador Leão. Contudo, Alexandre, oprimido por loucura e tolice, ignominiosamente dispensou os emissários, fez ameaças a Simeão e pensou que intimidaria-o. A paz foi quebrada e Simeão decidiu erguer armas contra os cristãos [os bizantinos]." Procurando um casus belli para reclamar o título imperial, o cã tomou a oportunidade para guerrear. Diferente de seus antecessores, a ambição final de Simeão era assumir o trono de Constantinopla como imperador romano, criando um Estado búlgaro-romano. O historiador John Fine afirma que a política provocativa de Alexandre teve pouca influência em sua ideia, pois já planejava uma invasão, levando em conta que sobre o trono bizantino sentava um homem que era impopular, inexperiente e possivelmente alcoólatra e cujo sucessor, Constantino VII, foi um jovem doente, considerado por muitos como ilegítimo.[b] Enquanto a Bulgária estava se preparando para a guerra, em 6 de junho de 913 Alexandre morreu, deixando Constantinopla em caos com um imperador infante sob a gerência do patriarca Místico.
Os primeiros paços da regência foram tentar evitar o ataque de Simeão. Nicolau enviou uma carta que, enquanto louvava a sabedoria de Simeão, acusava-o de atacar uma "criança órfão" (ou seja, Constantino VII) que fez nada para insultá-lo, mas seus esforços foram em vão. Próximo ao fim de julho de 913, o cã lançou uma campanha como chefe de um grande exército e em agosto alcançou Constantinopla sem oposição. O chefe da chancelaria bizantina, Teodoro Dafnopata, escreveu sobre a campanha 15 anos depois: "houve um terremoto, sentido mesmo por aqueles que viveram além dos Pilares de Hércules." Os búlgaros sitiaram a cidade e construíram fossos do Corno de Ouro à Porta Dourada no mar de Mármara. Uma vez que Simeão estudou na Universidade de Constantinopla e estava ciente que a cidade era impenetrável um ataque terrestre sem apoio marítimo, essas ações foram uma demonstração de poder, não uma tentativa de assaltar a cidade. Logo, o cerco foi erguido e Teodoro foi enviado para oferecer a paz. Simeão tinha duas exigências – ser coroado imperador dos búlgaros e casar sua filha com Constantino VII, assim tornando-o genro e guardião do imperador infante.
Após negociações entre Teodoro e a regência, uma festa foi organizada em honra dos dois filhos de Simeão no Palácio de Blaquerna presidida pessoalmente por Constantino VII. Nicolau Místico foi ao campo búlgaro e encontrou o cã em meio a sua comitiva. Simeão prostrou-se diante do patriarca, que em vez de uma coroa imperial, colocou sobre a cabeça de Simeão sua coroa patriarcal. Os cronistas bizantinos, que eram hostis a Simeão, apresentaram a cerimônia como uma fraude, mas historiadores modernos, como John Fine, Mark Whittow e George Ostrogorsky, argumentam que Simeão era experiente demais para ser enganado e que ele de fato foi coroado imperador dos búlgaros (czar). As fontes sugerem que Nicolau Místico também concordou com a segunda condição de Simeão, que poderiam pavimentar a rota de Simeão para tornar-se coimperador e posteriormente imperador dos romanos. Tendo alcançado seu objetivo, Simeão retornou a Preslava em triunfo, depois do que ele e seus filhos foram honrados com muitos presentes. Para marcar sua realização, Simeão mudou seus selos a "Simeão, imperador pacificador, [possa você reinar por] muitos anos".

## Batalha de Anquíalo

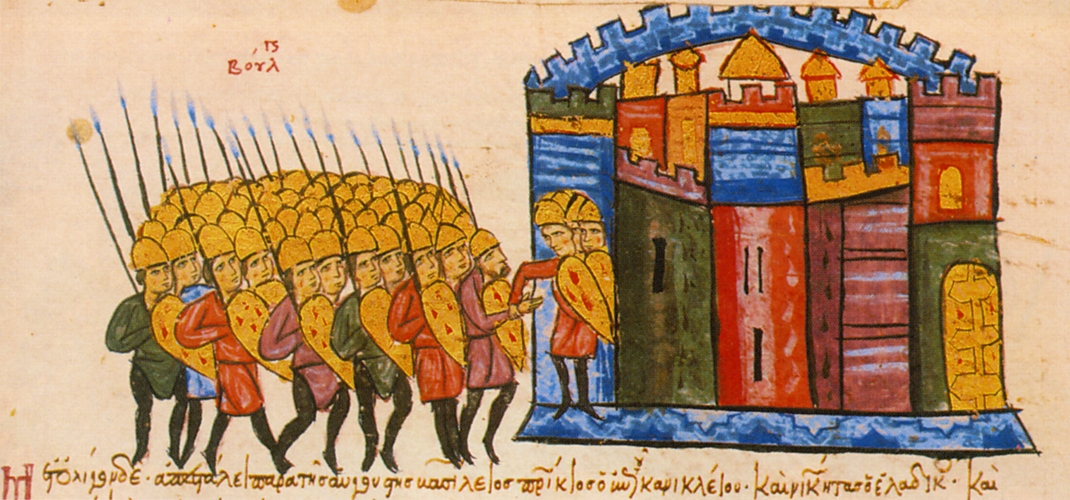
Conquista búlgara de Adrianópolis em 914. Iluminura do Escilitzes de Madri

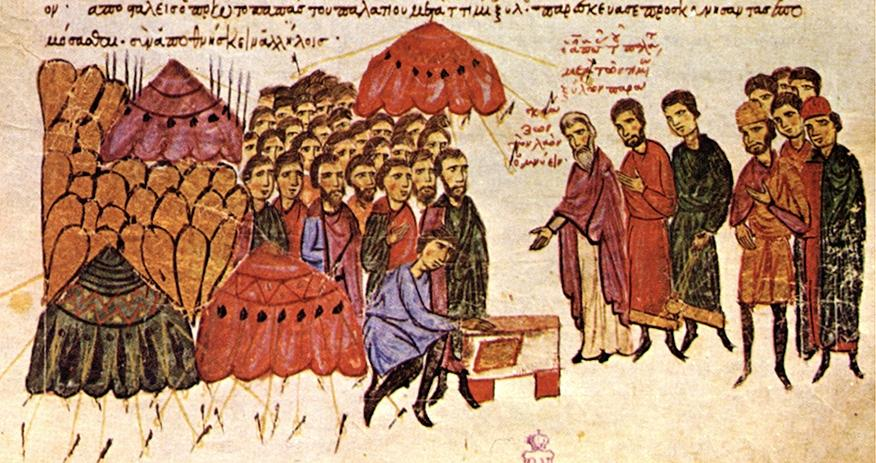
Exército bizantino fazendo juramente antes da Batalha de Anquíalo em 917. Iluminura do Escilitzes de Madri

O acordo concluído em agosto, foi curto. Dois meses depois, a mãe de Constantino VII, Zoé, recebeu a permissão de retornar a capital do exílio. Em fevereiro de 914, ela derrubou a regência de Místico num golpe palaciano. Ela foi proclamada imperatriz por Místico com relutância, que reteve seu posto como patriarca. Sua primeira ordem foi revogar todas as concessões dadas ao cã pela regência, provocando retaliação militar. No verão de 914, os búlgaros invadiram a Trácia e Macedônia, ao mesmo tempo que penetraram nas regiões de Dirráquio e Salonica a oeste. A maior e mais importante cidade trácia, Adrianópolis, foi sitiada e capturada em setembro e a população local reconhecer Simeão como seu governante. Contudo, os bizantinos prontamente recuperaram a cidade troca de um grande resgate.
Para lidar com a ameaça para sempre, os bizantinos tomaram medidas para encerrar o conflito com o Califado Abássida no Oriente e tentou criar ampla coalizão antibúlgara. Dois emissários foram enviados para Bagdá, onde assegurou a paz com o califa Almoctadir (r. 908–929) em junho de 917. O estratego de Dirráquio, Leão Rabduco, negociou com o príncipe Pedro da Sérvia (r. 892–917), que era vassalo búlgaro mas desejava renunciar sua suserania. Contudo, a corte de Preslava foi alertada das negociações pelo príncipe Miguel de Zaclúmia (r. 913–926), um leal aliado, e Simeão foi capaz de evitar um imediato ataque sérvio. As tentativas bizantinas de aproximar-se dos magiares também foi contidas com sucesso pelos búlgaros. João Bogas foi enviado com ricos presentes aos pechenegues, que  habitavam as estepes a nordeste da Bulgária. Os búlgaros estabeleceram fortes conexões eles, inclusive através de casamentos, e a missão de Bogas provou-se difícil. Ele conseguiu convencer algumas tribos a enviar ajuda, mas a marinha nao as transportou ao sul do Danúbio, talvez pelo ciúmes que existia entre Bogas e o ambicioso almirante Romano Lecapeno.
| “ | [...] e mesmo agora podem ser vistas pilhas de ossos em Anquíalo, onde o exército em fuga dos romanos foi desgraçadamente abatidos. | ” |
|   | — História de Leão, o Diácono, 75 anos após a Batalha de Anquíalo..                                                                 |   |

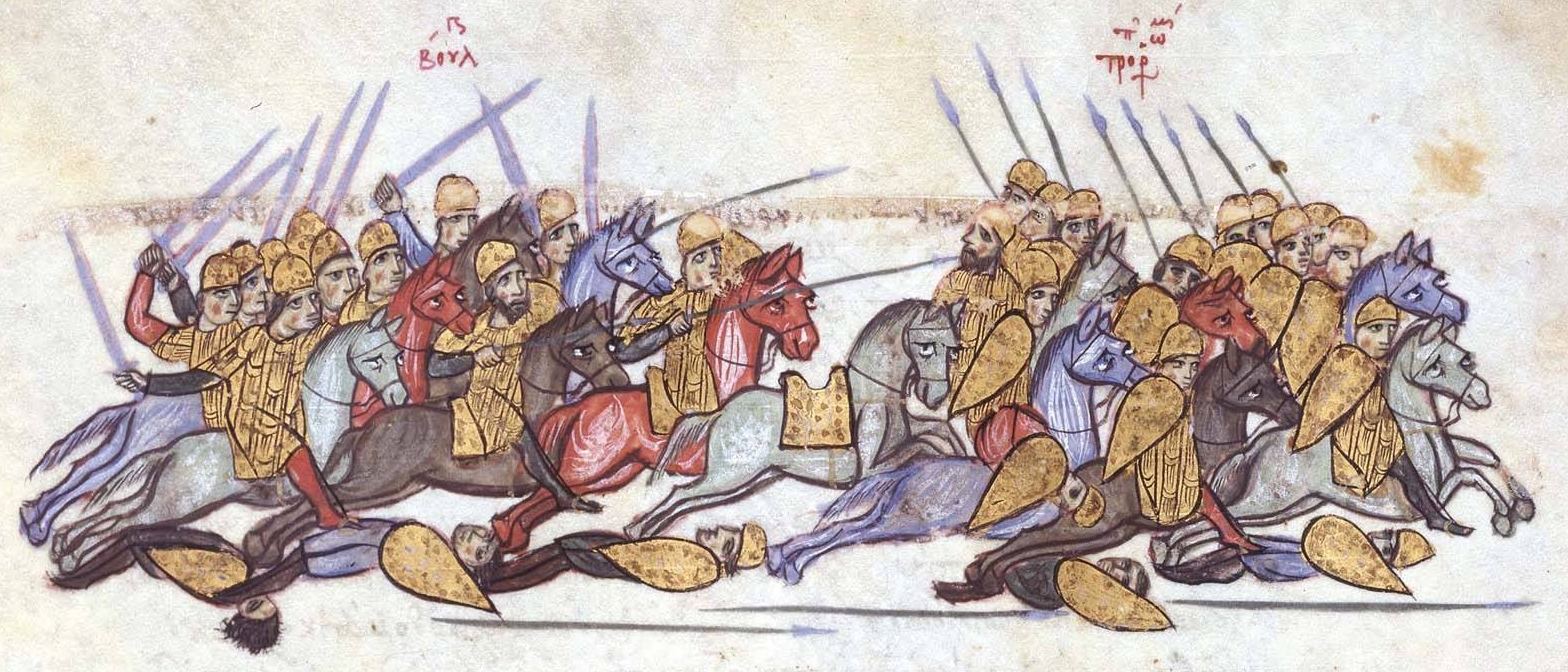
Búlgaros derrotam os bizantinos em Anquíalo. Iluminura do Escilitzes de Madri

Os bizantinos lutaram sozinhos, mas a paz com os árabes permitiu-os reunir seu exército todo, incluindo tropas da Ásia Menor. Essas forças foram colocadas sob o comando do doméstico das escolas Leão Focas, o Velho. Após marchar a batalha para batalha, os soldados inclinou-se "à estimulante Vera Cruz e jugaram morrer uns pelos outros". Com suas fronteiras oeste e norte asseguradas, Simeão foi também capaz de reunir uma grande tropa. Os dois exércitos se atacaram em 20 de agosto de 917 próximo ao rio Aqueloo nas proximidades de Anquíalo. Inicialmente, os bizantinos foram bem-sucedidos, e os búlgaros começaram uma retirada ordenada, mas quando Leão Focas perdeu seu cavalo, a confusão espalhou-se entre as tropas bizantinas, que segundo o cronista João Escilitzes perderam a moral. Simeão, que monitorava o campo de batalha nas colinas próximas, ordenou um contra-ataque e pessoalmente liderou a cavalaria búlgara. As fileiras bizantinas quebraram e nas palavras de Teófanes Continuado "um derramamento de sangue ocorreu, de modo que não acontecia em séculos". Quase o exército bizantino inteiro foi aniquilado e apenas alguns, incluindo Leão Focas, conseguiram alcançar o porto de Mesembria e fugiram à segurança dos navios.
Novamente, Místico foi convocado numa tentativa para pagar o ataque búlgaro. Numa carta de Simeão, o patriarca insistiu que o objetivo do ataque bizantino não era destruir a Bulgária, mas forçar Simeão e evacuar suas tropas das regiões de Salonica e Dirráquio. Ele ainda admitiu que essa não era uma desculpa à invasão bizantina e implorou que, como um bom cristão, Simeão deveria perdoar seus irmãos cristãos. Os esforços de Místico foram em vão, e o exército búlgaro penetrou fundo em território bizantino. Leão Focas reuniu outro exército, mas os bizantinos foram pesadamente derrotados na Batalha de Catasirtas próximo a Constantinopla num combate noturno.

## Campanhas com os sérvios

Campanhas de Simeão na Bulgária

Após as vitórias em 917, o caminho de Constantinopla ficou aberto. Contudo, Simeão lidou com o príncipe Pedro da Sérvia, que respondeu positivamente à proposta bizantina para uma coalizão anti-búlgara. Um exército foi enviado sob o comando de Teodoro Sigritzes e Marmais. Eles persuadiram Pedro a encontrá-los, capturaram-o e enviaram-o a Preslava, onde morreu na prisão. Os búlgaros substituíram Pedro por Paulo, um neto do príncipe Mutímero, que por muito tempo morou em Preslava. Assim, a Sérvia foi transformada num Estado fantoche até 921. Numa tentativa de colocar a Sérvia sob seu controle, em 920 os bizantinos enviaram Zacarias, outro dos netos de Mutímero, para desafiar o governo de Paulo. Zacarias foi capturado pelos búlgaros no trajeto ou por Paulo, que enviou-o a Simeão. De qualquer forma, Zacarias terminou em Preslava. Apesar do revés, os bizantinos persistiram e posteriormente subornaram Paulo a mudar de lado depois de dar-lhe muito ouro. Em resposta, em 921 Simeão enviou um exército búlgaro liderado por Zacarias. A intervenção búlgara foi bem-sucedida, Paulo foi facilmente deposto, e novamente um candidato búlgaro foi colocado no trono sérvio.
Isso não durou muito, pois Zacarias cresceu em Constantinopla, onde foi pesadamente influenciada pelos bizantinos. Logo, Zacarias abertamente declarou sua lealdade ao Império Bizantino e começou hostilidades contra a Bulgária. Em 923 ou 924 Simeão enviou um pequeno exército liderado por Teodoro Sigritzes e Marmais, mas eles foram emboscados e mortos. Zacarias enviou suas cabeças para Constantinopla. Essa ação provocou uma grande campanha de retaliação em 924. Uma grande força búlgara foi enviada, acompanhado de um novo candidato, Tzéstlabo, que nasceu em Preslava de uma mãe búlgara. Os búlgaros devastaram o campo e forçaram Zacarias a fugir ao Reino da Croácia. Dessa vez, contudo, os búlgaros decidiram mudar sua estratégia. Eles convocaram todos os zupanos sérvios para prestarem homenagem a Tzéstlabo, e então prenderam e levaram todos para Preslava. A Sérvia foi anexada como província búlgara, expandindo a fronteira do país à Croácia, que estava em seu apogeu e provou-se um inimigo perigoso. A anexação foi um movimento necessário, pois os sérvios provaram-se aliados desleais e Simeão percebeu o inevitável padrão de guerra, suborno e deserção.

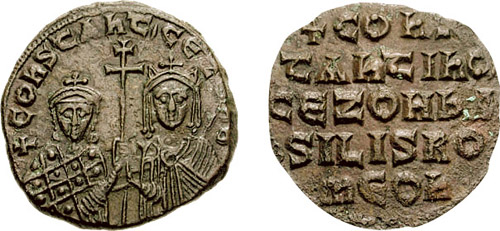
Fólis de r. e Zoé Carbonopsina r.

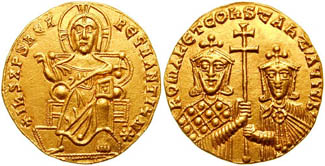
Soldo de r. e r.

## Campanhas contra os bizantinos(917–922)
Com a ameaça sérvia eliminada e a maior parte do exército bizantino destruída, em 918 Simeão pessoalmente liderou campanha no Tema da Hélade e penetrou fundo no sul, alcançando o istmo de Corinto. Embora muitas pessoas fugiram à ilha da Eubeia e a península do Peloponeso, os búlgaros levaram muitos cativos e forçaram a população a pagar tributos do Estado búlgaro. A capital da Hélade, Tebas, foi capturada e sus fortificações foram destruídas. Um episódio notável da campanha foi descrita no manual de guerra Estratégico do autor do século XI Cecaumeno. Após assustar infrutiferamente uma cidade populosa da Hélade, Simeão usou um estratagema para enviar homens bravos e engenhosos na cidade para descobrir fraquezas em suas defesas. Eles descobriram que as portas foram colocadas alto acima do chão em dobradiças. Após receber seu relatório, Simeão enviou para dentro da cidade cinco homens com machados que eliminaram os guardas, quebraram as dobradiças e abriram os portões do exército búlgaro. Os búlgaros marcharam e tomaram a cidade sem derramamento de sangue.
Os reveses militares engatilharam outra mudança no governo imperial. Na primavera de 919, o almirante Romano Lecapeno forçou Zoé Carbonopsina a voltar à vida monástica e rapidamente ascendeu à proeminência. Em abril de 919, sua filha Helena Lecapena casou-se com Constantino VII e Lecapeno assumiu o título de basileopátor; em setembro foi nomeado césar e em dezembro de 919 foi coroado imperador sênior. Esse novo desenvolvimento enfureceu Simeão; ele considerou Romano um usurpador e sentiu-se injustiçado que o filho de um camponês armênio tomou sua posição prometida. O czar recusou a oferta para tornar-se parente de Romano através de um casamento dinástico e se recusou a negociar a paz até ele renunciar.

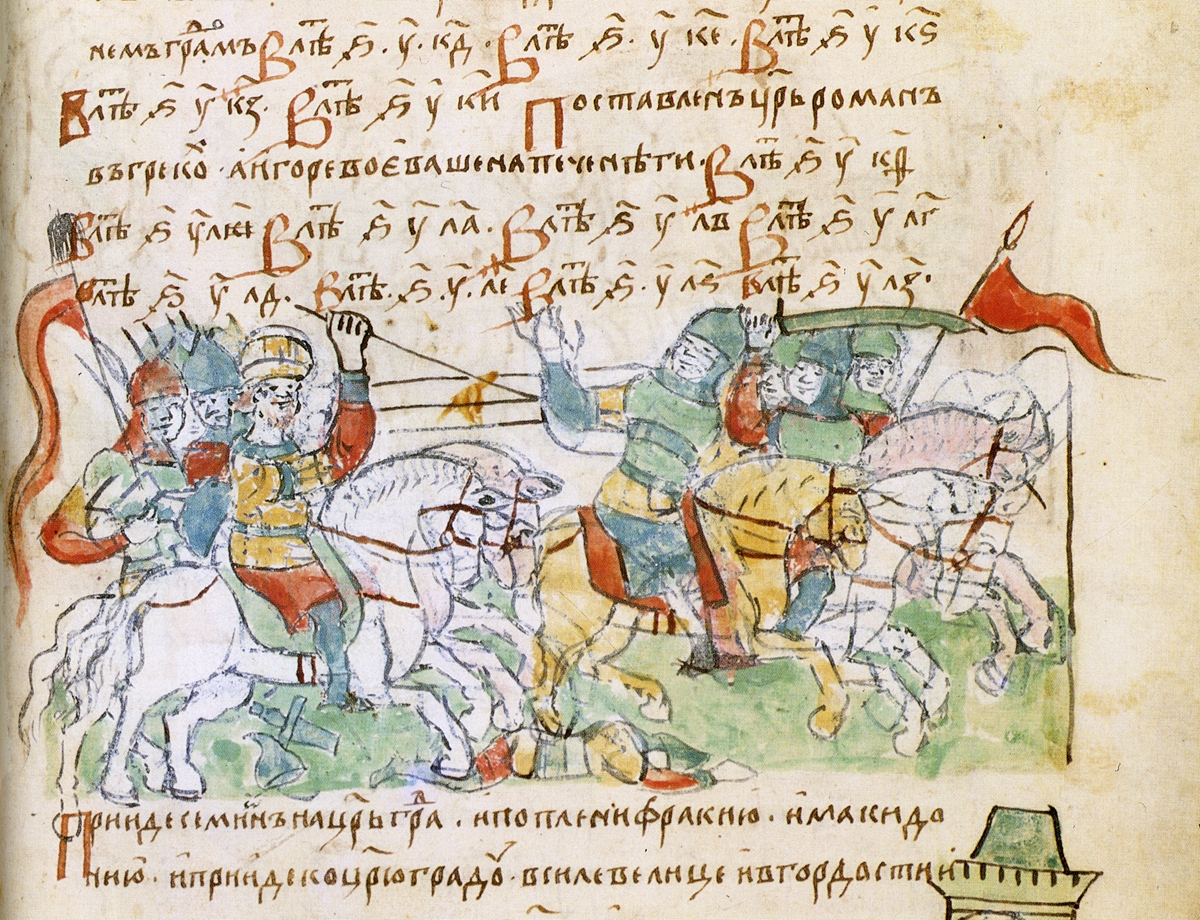
Conflito entre búlgaros e bizantinos em 914. Iluminura da Crônica de Conisberga

No outono de 920, o exército búlgaro fez profunda campanha na Trácia, alcançando o Dardanelos e estabelecendo base na costa de Galípoli próximo a Lâmpsaco na Ásia Menor. Essas ações causaram grande preocupação na corte, pois se tomassem Lâmpsaco e Galípoli, os búlgaros fechariam a rota egeia da capital. O patriarca Místico tentou obter a paz e propôs reunião na Mesembria, mas não conseguiu. Em 921, os búlgaros marcharam para Catasirtas próximo de Constantinopla e os bizantinos retalharam com campanha à cidade de Águas Cálidas, próximo da moderna Burgas. O comandante Potos Argiro enviou um grupo sob Miguel, filho de Moroleão, para monitorar os movimentos dos búlgaros. As tropas e Miguel foram emboscadas e derrotas, mas infligiram significativas baixos aos búlgaros. Miguel foi ferido e fugiu para Constantinopla, onde morreu. Uma grande força búlgara liderada por Caucano e Menico marchou ao sul; cruzaram o Istranca e devastaram o campo em torno da capital, ameaçando os palácios entorno do Corno de Ouro. Os bizantinos reuniram grande exército, incluindo tropas da guarnição, a guarda imperial, e marinheiros da frota sob Potos e Leão Argiro, João, o Reitor e o almirante Aleixo Mosele. Em março, os exércitos colidiram na Batalha de Pegas e os bizantinos foram derrotados. Potos por pouco escapou e Aleixo Mosele se afogou enquanto tentou embarcar em seu navio. Em 922, os búlgaros capturaram a cidade de Bízie e incendiaram os palácios da imperatriz Teodora próximo da capital. Romano tentou se opor a eles ao enviar tropas sob Sactício. Sactício atacou o campo búlgaro enquanto muitos soldados foram dispersados para reunir suprimentos, mas quando as principais forças búlgaras foram informadas sobre o ataque e confrontaram os bizantinos, cujo comandante morreu de suas feridas na noite seguinte.

Califado Fatímida em sua maior extensão

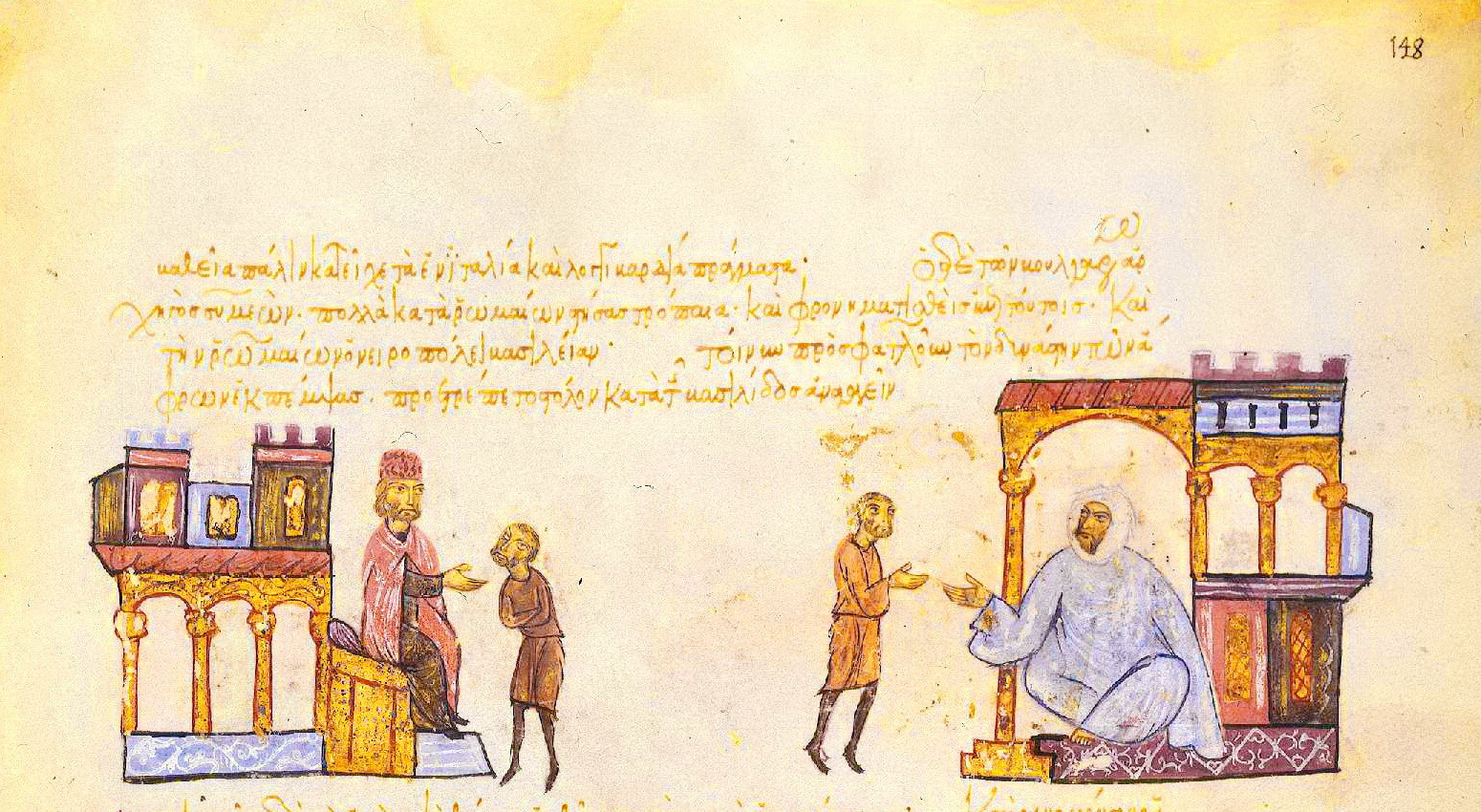
Emissários de Simeão consultam o califa Abedalá Almadi Bilá

## Tentativa por uma aliança búlgaro-árabe
Cerca de 922, os búlgaros controlavam quase toda a península balcânica, mas o principal objetivo de Simeão parecia ficar fora de seu alcance. O czar estava ciente de que precisava de uma marinha para conquistar Constantinopla. Simeão decidiu virar-se para Abedalá Almadi Bilá (r. 909–934), fundador e califa do Califado Fatímida. Ele governava boa parte do norte da África e mostrou-se uma ameaça constante às posses bizantinas ao sul da Itália. Embora em 914 ambos os lados concluíram um tratado de paz, desde 918 os fatímidas recomeçaram seus ataques à costa italiana. Em 922, os búlgaros clandestinamente enviados emissários via Zaclúmia, o Estado de seu aliado Miguel, à capital califal de Mádia na costa tunisiana. Simeão sugeriu ataque conjunto contra Constantinopla com os búlgaros fornecendo um grande exército terrestre e os árabes uma marinha. Também foi proposto que todos os espólios seriam divididos igualmente, com os búlgaros mantendo Constantinopla e os fatímidas ganhariam os territórios bizantinos na Sicília e sul da Itália.
Almadi Bilá aceitou a proposta e enviou emissários para concluir o acordo. Em seu caminho para casa os navios foram capturados pelos bizantinos próximo da costa calábria e os emissários de ambos os países foram enviados a Constantinopla. Quando Romano soube das negociações secretas, os búlgaros foram presos, enquanto permitiu-se aos emissários árabes retornar a Mádia com ricos presentes para o califa. Os bizantinos então enviaram sua própria embaixada ao norte da África para oferecer mais que Simeão, e posteriormente os fatímidas concordaram em não ajudar a Bulgária. Outra tentativa de Simeão para aliar-se aos árabes foi registrada pelo historiador Almaçudi em seu livro Os Prados de Ouro. Uma expedição árabe do Califado Abássida sob Tamal Aldulafi atracou na costa egeia da Trácia, e os búlgaros estabeleceram contato com eles e enviaram emissários a Tarso. Contudo, essa tentativa também falhou em conseguir resultados tangíveis.

## Últimos anos

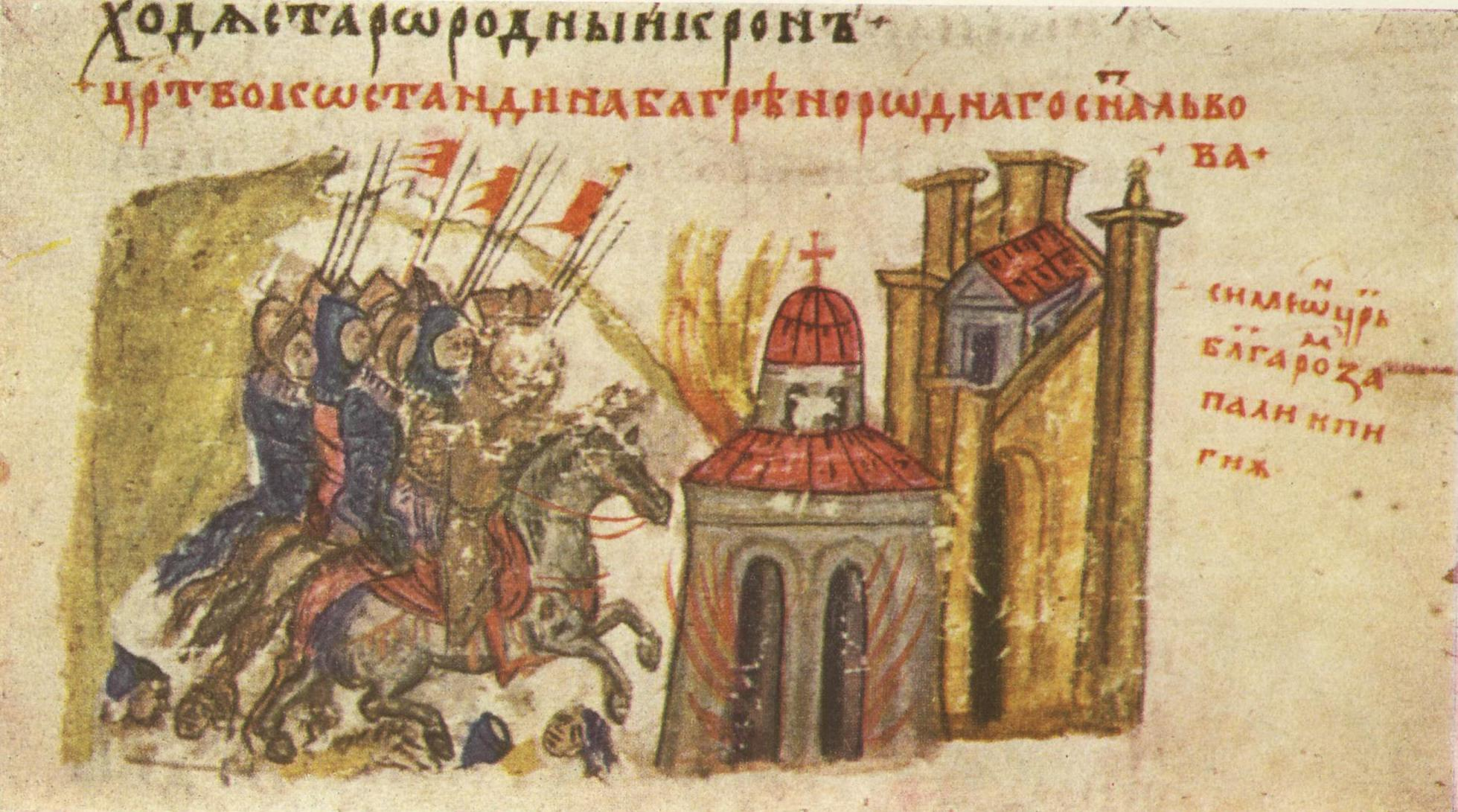
Búlgaros incendeiam Igreja de Santa Maria da Fonte perto da capital. Iluminura da Crônica de Constantino Manasses

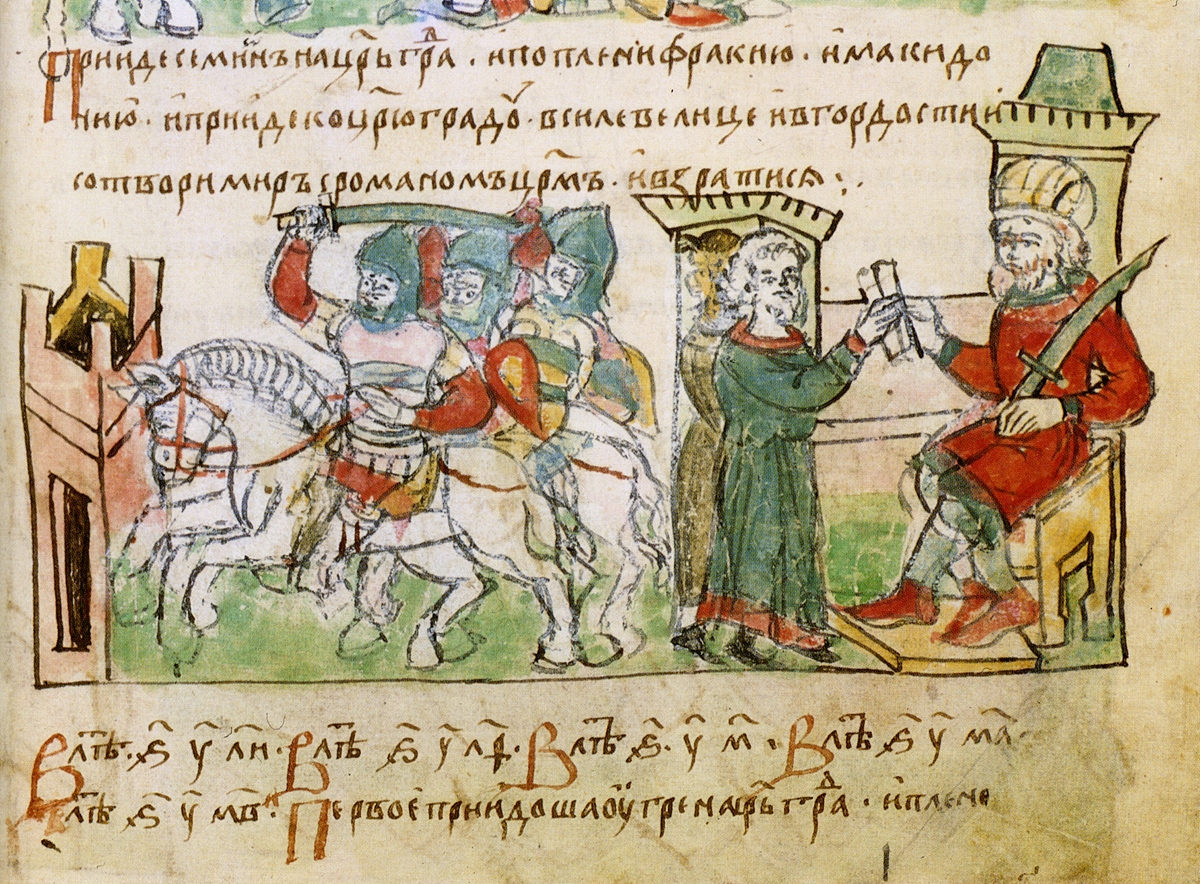
negocia com. Iluminura da Crônica de Conisberga

Após não assegurar uma aliança com os árabes, em setembro de 923 ou 924, Simeão apareceu na Trácia bizantina, pilhou os arredores de Constantinopla, incendiou a Igreja de Santa Maria da Fonte e montou campo próximo as muralhas. Simeão exigiu uma reunião com Romano I  de modo a estabelecer uma trégua temporária para lidar com a ameaça sérvia. Os bizantinos, ansiosos para cessar hostilidades, concordaram. Antes de se reunirem no subúrbio de Cosmídio, os búlgaros tomaram precauções e cuidadosamente inspecionaram a plataforma  local – eles ainda lembravam da fracassada tentativa bizantina para assassinar o cã Crum (r. 803–814) durante negociações no mesmo lugar um século antes, em 813.
| “ | [...] Simeão chegou com grande exército, dividiu-o em muitas unidades, algumas armadas com escudos e lanças dourados, outros com escudos e lanças de prata, outros com armas em várias cores, e todos eles foram cobertos em ferro. | ” |
|   | — Teófanes Continuado sobre o exército búlgaro em Constantinopla. |   |

Romano chegou primeiro; Simeão apareceu sobre seu cavalo cercado por soldados de elite que gritavam em grego "Glória a Simeão, o Imperador". Segundo os cronistas bizantinos, depois dos dois monarcas se beijaram, Romano exigiu que Simeão parasse de derramar sangue cristão numa guerra desnecessário e falou um pequeno sermão ao envelhecido czar perguntando como poderia enfrentar Deus com todo aquele sangue em suas mãos. Simeão nada respondeu. Porém, o historiador Mark Whittow nota que os registros eram nada além do pensamento bizantino oficial, composto após o evento. A única dica do que realmente aconteceu está numa estória alegórica concluída à época da reunião: duas águias foram vistas voando no céu então elas rinharam e imediatamente se separaram, uma indo ao norte da Trácia e outra voando para Constantinopla. Isso foi visto como um mal presságio representando os destinos dos monarcas. O sinal de duas águias é uma implicação retórica de que na reunião Romano reconheceu o título imperial de Simeão e seu estatuto igual ao imperador em Constantinopla. Contudo, Romano nunca retificou o acordo durante a vida de Simeão, e as contradições entre eles permaneceram irresolvidas. Numa correspondência datada de 925, o imperador criticou Simeão por chamar-se "imperador dos búlgaros e romanos" e exigiu o retorno das fortalezas conquistas na Trácia.

Principados sérvios e Croácia no século IX antes da conquista búlgara

Em 926, os búlgaros enviaram um exército para invadir o Reino da Croácia de modo a assegurar sua retaguarda numa ofensiva contra Constantinopla. Simeão viu o Estado croácio como uma ameaça devido ao rei Tomislau I (r. 910–928) ser aliado bizantino e abrigar seus inimigos. Os búlgaros marcharam em território croácio, mas sofreram uma derrota completa nas mãos dos croatas. Embora a paz foi rapidamente restaurada através da mediação papal, Simeão continuou a preparar um assalto a capital bizantina. Era evidente que as perdas búlgaras não foram significativas, pois apenas uma pequena porção do exército inteiro foi enviada para lutar com os croatas. O czar parecia crer seguramente que Tomislau honraria a paz. Contudo, como seu predecessor Crum, Simeão morreu em meio aos preparativos para um ataque a Constantinopla em 27 de maio de 927, aos 63 anos.[c]

## Tratado de paz

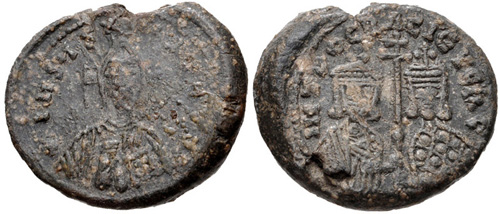
Selo do imperador r. com Irene Lecapena r.

Simeão foi sucedido por seu segundo filho Pedro I (r. 927–969). No começo de seu reinado, a pessoa mais influente na corte foi seu tio materno Jorge Sursúbulo, que serviu de início na regência do jovem. Ao ascender ao trono, Pedro e Jorge lançaram uma campanha na Trácia bizantina, arrasando as fortalezas da região que foram mantidas até então pelos búlgaros. O raide foi demonstração de poder, e dessa posição de poder os búlgaros pediram a paz. Ambos os lados enviados delegações à Mesembria para discutir os termos preliminares. As negociações continuaram em Constantinopla até as provisões finais serem acordadas. Em novembro de 927, Pedro chegou na capital bizantina e foi recebido pessoalmente por Romano. No Palácio de Blaquerna, os dois lados assinaram um tratado de paz, selado pelo casamento entre o czar e a neta de Romano, Maria Lecapena. Naquela ocasião, Maria foi renomeada Irene, que significava "paz". Em 8 de outubro de 927, Pedro e irene se casaram numa cerimônia solene na Igreja de Santa Maria da Fonte – a mesma igreja que Simeão destruiu alguns anos antes e que foi reconstruída.
Pelos termos do tratado, os bizantinos oficialmente reconheceram o título imperial dos monarcas búlgaros, mas insistiram na fórmula de que o imperador búlgaro seria um "filho espiritual" do imperador bizantino. Apesar da redação, o título dos monarcas búlgaros equalizava ao das contrapartes bizantinas. A Igreja Ortodoxa Búlgara foi também reconhecida como um patriarcado independente, assim tornando-se a quinta Igreja Ortodoxa autocéfala depois dos patriarcados de Constantinopla, Alexandria, Antioquia e Jerusalém, e a primeira Igreja Ortodoxa nacional. O tratado ainda estipulou uma troca de prisioneiros e um tributo anual a ser pago pelos bizantinos ao Império Búlgaro. O tratado restaurou a fronteira aproximadamente às linhas acordadas em 904 – os búlgaros retornaram boa parte das conquistas de Simeão na Trácia, Tessália e Hélade e reteve controle firme sobre boa parte da Macedônia e grande parte do Epiro. Assim, pedro conseguiu obter todos os objetivos do pai, exceto Constantinopla.

## Rescaldo

O desenvolvimento do bogomilismo

O império em 1025

Durante os primeiros anos de seu reinado, Pedro enfrentou revoltas de dois de seus três irmãos, João em 928 e Miguel em 930, mas ambas foram debeladas. Durante boa parte de seu reinado subsequente até 965, Pedro presidiu a Era de Ouro do Estado búlgaro num período de consolidação política, expansão econômica e atividade cultura. Um tratado do sacerdote e escritor búlgaro Cosme descreve uma elite rica, erudita e construtura de mosteiros, e a evidência material preservada de Preslava, Costur e outros locais sugere uma imagem rica e equilibrada da Bulgária do século X. A influência da nobreza e alto clero aumentou significativamente às custas de privilégios pessoais do campesinato, causando frisão na sociedade. Cosme acusou os abades e bispos búlgaros de ganância, gula e negligência em relação ao seu rebanho. Nessa configuração durante o reinado de Pedro surgiu o bogomilismo – uma seita herética dualística que nas décadas e séculos subsequentes espalhou-se ao Império Bizantino, norte da Itália e sul da França (cf. cátaros). A posição estratégica do Império Búlgaro permaneceu difícil. O país estava rodeado por vizinhos agressivos – magiares no noroeste, pechenegues e o crescente poder da Rússia de Quieve no nordeste, o Império Bizantino no sul, que apesar da paz provou-se um vizinho não confiável.
O tratado de paz permitiu ao Império Bizantino concentrar seus recursos contra o decadente Califado Abássida no leste. Sob o general João Curcuas, os bizantinos reverteram o curso das guerras bizantino-árabes conseguindo vitórias importantes sobre os muçulmanos.  Cerca de 944, atacou as cidades de Amida, Dara e Nísibis no médio Eufrates e sitiou Edessa. Os impressionantes sucessos bizantinos continuaram sob Nicéforo Focas, que reinou entre 963 e 969, com a reconquista de Creta em 961 e a recuperação de alguns territórios na Ásia Menor. A crescente confiança e poder estimulou Nicéforo a se recusar a pagar o tributo anual à Bulgária em 965. Isso resultou numa invasão Rus' da  Bulgária em 968–971, que levou ao colapso temporário do Estado búlgaro e uma guerra bizantino-búlgara de 50 anos até a conquista do Império Búlgaro pelos bizantinos em 1018.